# موتو (فیلم ۱۹۹۵)
موتو (به تامیلی: Muthu) فیلمی محصول سال ۱۹۹۵ و به کارگردانی کی. اس. راویکومار است. در این فیلم بازیگرانی همچون راجینیکانت، مینا و سارات بابو ایفای نقش کرده‌اند.